# ناب سفلي
الناب السفلي (بالإنجليزية:Mandibular Canine)، هو السن الثالث بعيدًا عن خط منتصف الوجه في الفك السفلي، يسبقه القاطع الجانبي ويتلوه الضاحك الأول، وهو يملك الرقم 33 للناب السفلي الأيسر، والرقم 43 للناب السفلي الأيمن في نظام (FDI) لترقيم الأسنان.

## التشريح
عادةً ما يكون تاج الناب الفكي السفلي أطول وأضيق نسبيًا مقارنة بالناب الفكي العلوي. السطح الجانبي المقابل لخط المنتصف لهذا السن مسطح نسبياً، في حين أن السطح الخلفي المقابل للسان عادة ما يكون أكثر تقعراً. بشكل عام، الجهة الخلفية تميل إلى أن تكون أنعم.
الحدبة الخلفية لناب الفك السفلي أصغر نسبيًا، وجذور الأنياب الفكية السفلية لها تجاويف جذر قريبة أعمق من أنياب الفك العلوي. وبسبب هذه التجاويف قد يكون للناب السفلي في بعض الأحيان جذران اثنان، وإذا حدث ذلك فإنهما يٌعرفان باسم الجذر اللساني(الخلفي)، والجذر الأمامي. وأيضًا، على النقيض من أنياب الفك العلوي، لا يوجد شق على المحيط الخارجي عند تقاطع الملاط والمينا في ناب الفك السفلي.
في بعض الأحيان يمكن الخلط بين الناب الفك السفلي والرباعية العلوية، يحدث ذلك إذا أصبح حد الناب السفلي مهترئًا ومسطحًا. ولكن يمكن تمييز كلا السنين عن بعضهما من خلال شكل الجذر.